# 161 км
161 км — железнодорожный разъезд (населённый пункт) в Асиновском районе Томской области России. Входит в состав Новиковского сельского поселения.

## География
Разъезд находится в юго-восточной части области, к северу от реки Итатки, на расстоянии примерно 16 километров (по прямой) к западу-юго-западу (WSW) от районного центра города Асино.

## История
Населённый пункт появился при строительстве железной дороги. В селении жили семьи тех, кто обслуживал железнодорожную инфраструктуру разъезда. 

## Население
| 1959 | 1970 | 1989 | 2002 | 2010 | 2012 | 2013 |
| ---- | ---- | ---- | ---- | ---- | ---- | ---- |
| 31   | ↘19  | ↘8   | ↗11  | ↘10  | →10  | ↘9   |
| 2014 | 2015 | 2019 | 2021 |      |      |      |
| ↘8   | ↘7   | ↗9   | ↘4   |      |      |      |

### Гендерный состав
По данным Всероссийской переписи населения 2010 года в гендерной структуре населения мужчины составляли 60 %, женщины — соответственно 40 %.

### Национальный состав
Согласно результатам переписи 2002 года, в национальной структуре населения русские составляли 100 %.

## Инфраструктура
Путевое хозяйство. Действует остановочный пункт / пассажирская платформа 161 км.

## Транспорт
Автомобильный и железнодорожный транспорт.
Связь с районом обеспечивается по автодороге 69Н-26.